# Conometopus
Conometopus is een geslacht van rechtvleugeligen uit de familie Ommexechidae. De wetenschappelijke naam van dit geslacht is voor het eerst geldig gepubliceerd in 1851 door Blanchard.

## Soorten
Het geslacht Conometopus omvat de volgende soorten:
- Conometopus brevirostrum Ronderos, 1972
- Conometopus cristaticollis Blanchard, 1851
- Conometopus ochraceus Blanchard, 1851
- Conometopus penai Ronderos, 1972
- Conometopus sulcaticollis Blanchard, 1851